# Blackcoin
BlackCoin (símbolo: BLK) es una criptomoneda descentralizada de tipo peer-to-peer lanzada en 2014. Utiliza un mecanismo de consenso basado únicamente en prueba de participación (Proof-of-Stake, PoS), y es software de código abierto.

## Historia y desarrollo
BlackCoin fue creada por un desarrollador conocido como Rat4 con el objetivo de demostrar que un sistema PoS puro —sin prueba de trabajo (PoW)— puede ser estable y seguro.  
Se lanzó oficialmente el 24 de febrero de 2014, sin pre-minado, y con una comunidad rápidamente activa en la minería inicial.
El proyecto fue uno de los primeros en utilizar exclusivamente PoS tras una fase híbrida PoW/PoS, siendo un derivado (fork) de NovaCoin.

## Mecanismo de consenso
BlackCoin implementa una versión avanzada de PoS (PoS v2/v3), sin dependencia del coin age para mitigar ataques como doble gasto o precomputaciones maliciosas.
El protocolo otorga recompensas a los poseedores de monedas que mantienen su cartera abierta y contribuyen al funcionamiento de la red (staking), con tasas anuales estimadas entre 1 % y 8 %.
El tiempo medio de confirmación de bloques es de aproximadamente 64 segundos, frente a los 10 minutos de Bitcoin.

## Características
- Eficiencia energética: no utiliza minería intensiva en energía.[8]
- Transacciones rápidas: confirmaciones en segundos.[9]
- Código abierto y transparencia: el libro mayor es público.[10]
- Anonimato: no requiere datos personales para operar.[11]
- Recompensas por staking: 1–8 % anual según estado de la red.[12]

## Precio y capitalización
- En 2025, el precio por BLK se sitúa en torno a **0,056–0,058 USD**, con una capitalización de mercado de **≈ 3,6 millones USD**.[13][14]
- Su máximo histórico fue de **≈ 1,15–1,31 USD** en enero de 2018.[15]
- En sus inicios (febrero–marzo 2014), cotizaba entre **0,0033 y 0,0085 USD**.[16]

## Adopción y uso
BlackCoin fue mencionado por Citibank como ejemplo de transacciones «significantes».
En sus primeros años, fue aceptada como medio de pago por empresas como Max Borges Agency.
Diversos exchanges como CoinEgg, Upbit, Bittrex y Cryptopia han listado BLK.  
Actualmente se negocia en Freiexchange, StakeCube Exchange y Komodo Wallet.

## Desarrollo reciente
En 2024 se publicaron nuevas versiones del software (Electrum-BLK v4.5.8 y Blackcoin More v26.2.0).  
Se espera que SegWit se active en la red principal en junio de 2025, requiriendo actualización de nodos.